# Labugama pearsoni
Labugama pearsoni är en insektsart som beskrevs av Henry, G.M. 1932. Labugama pearsoni ingår i släktet Labugama och familjen vårtbitare. Inga underarter finns listade i Catalogue of Life.